# Katławki
Katławki (deutsch Kattlack) ist ein Ort in der polnischen Woiwodschaft Ermland-Masuren und gehört zur Landgemeinde Gmina Górowo Iławeckie (Landsberg) im Powiat Bartoszycki (Kreis Bartenstein) – bis 1945 zum Kreis Preußisch Eylau in Ostpreußen.

## Geographische Lage
Katławki liegt im Nordwesten der Woiwodschaft Ermland-Masuren, 22 Kilometer südwestlich der heute auf russischem Gebiet gelegenen früheren Kreisstadt Preußisch Eylau (russisch Bagrationowsk) bzw. 28 Kilometer westlich der jetzigen Kreismetropole Bartoszyce (deutsch Bartenstein).

## Geschichte
Das aus einem sehr großen Hof bestehende Vorwerk Kattlauks wurde 1362 erstmals urkundlich erwähnt. Nach 1362 heiß es Kadike, Kattenfeld bzw. Kattlacken, um 1600 Katlauken, um 1785 Katlack und nach 1820 Kattlack.
Am 19. Mai 1886 wurde aus den Vorwerken Wangnick (polnisch Wągniki) im Gutsbezirk Groß Piasten (polnisch Piasty Wielkie) der neue Gutsbezirk Wangnick im Amtsbezirk Buchholz (Bukowiec) im ostpreußischen Kreis Preußisch Eylau gebildet, und am 30. September 1928 schlossen sich die Gutsbezirke Wangnick (ohne den Kattlacker Wald) und Schwardtken (Świadki Górowskie) zur neuen Landgemeinde Wangnick zusammen.
Im Jahre 1945 fiel das gesamte südliche Ostpreußen in Kriegsfolge an Polen. Kattlack erhielt die polnische Namensform „Katławki“ und ist heute „część wsi“ („ein Teil des Dorfs“) Wągródka (Wiecherts) innerhalb der Gmina Górowo Iławeckie (Landgemeinde Landsberg) im Powiat Bartoszycki (Kreis Bartenstein), von 1975 bis 1998 der Woiwodschaft Allenstein, seither der Woiwodschaft Ermland-Masuren zugehörig, ist demnach in Wągródka aufgegangen.

## Religion
Die mehrheitlich evangelische Bevölkerung Kattlacks war bis 1945 in das Kirchspiel der Kirche Buchholz (polnisch Bukowiec) in der Kirchenprovinz Ostpreußen der Kirche der Altpreußischen Union eingegliedert. Die heute überwiegend römisch-katholische Einwohnerschaft Katławkis gehört zur Pfarrei Bukowiec (Buchholz) im Erzbistum Ermland.

## Verkehr
Katławki liegt an einer Nebenstraße, die bei Wągniki (Wangnick) von der Woiwodschaftsstraße 512 abzweigt und bis nach Pawły (Paulen) führt. Auch von Wągródka (Wiecherts) aus besteht eine Verbindung nach Katławki. Eine Bahnanbindung besteht nicht.